# Ириней Сирмийский
Ириней — епископ Сирмийский, священномученик. Память в православной церкви совершается 26 марта (8 апреля) (по юлианскому календарю).
Ириней жил среди дунайских славян, был епископом в городе Сирмий (современная Сремска-Митровица в Сербии). Пострадал в 304 году в период гонений на христиан императора Диоклетиана. Ириней был усечён мечом, а его тело было брошено в реку Босвету (приток Савы).
Мученические акты Иринея сохранились в латинской и греческой версиях, вопрос об оригинальном языке однозначно не решён.

## Комментарии
1. ↑  Встречаются также даты: 26 марта и 28 марта. См.: Православная богословская энциклопедия / Под ред. проф. А. П. Лопухина. — СПб., 1904. — Т. V. — С. 1017, а также Страдание святого священномученика Иринея, епископа Сирмийского.